# Гімн Литви
Tautiška giesmė (укр. Національна пісня) — національний гімн Литовської республіки.
Автор музики та тексту — литовський журналіст, поет і композитор Вінцас Кудірка. Вперше опубліковано пісню в 1898 р. в газеті Varpas (№ 6, вересень), а перше публічне виконання відбулося 13 листопада 1899 р. (вже після смерті Кудірки) в Санкт-Петербурзі місцевим хором під керівнцтвом Чеслава Сосновського. У Вільнюсі Tautiška giesmė вперше було виконано 3 грудня 1905 р. в переддень зібрання «Великого Сейму». Остаточно Tautiška giesmė як національний гімн була затверджена декларацією Литовського сейму в 1919 р. Одним із найпалкіших прихильників надання Tautiška giesmė статусу національного гімну був колищній литовський президент Казис Ґрінюс.
Протягом певного часу Tautiška giesmė конкурувала за статус національного гімну з не менш популярним твором поета Майроніса Lietuva brangi, mano tėvyne (укр. Литва, мій коханий край).
У період радянської окупації з 1940 до 1941 і з 1950 до 1988 рр. виконання Tautiška giesmė було заборонене. Після окупації (1940–1941) гімном слугував Інтернаціонал. З 1950 і до 1988 року користувалися Гімном Литовської РСР. У 1988 р. Tautiška giesmė відновлена як гімн відродженої Литовської республіки, а в 1998 р. урочисто відзначено її столітній ювілей.

## Текст
| Tautiška giesmė | Національна пісня |
| Lietuva, Tėvyne mūsų Tu didvyrių žeme, Iš praeities Tavo sūnūs Te stiprybę semia. Tegul Tavo vaikai eina Vien takais dorybės Tegul dirba Tavo naudai Ir žmonių gėrybei Tegul saulė Lietuvoj Tamsumas prašalina, Ir šviesa, ir tiesa Mūs žingsnius telydi. Tegul meilė Lietuvos Dega mūsų širdyse, Vardan tos Lietuvos Vienybė težydi | Литво, вітчизно наша, Ти земля героїв. З минулих віків сини твої Нехай черпають сили. Нехай сини твої ідуть Тільки дорогами правди. Нехай трудяться для твого добра І добра всіх людей. Нехай сонце литовське Розпорошить морок, А світло і правда Нехай нас ведуть. Нехай любов до Литви Повнить наші серця. В ім'я Литви Хай кріпне єдність. |